# Francesco Alfano
Francesco Alfano (Nocera Inferiore, Campania, 13 de junio de 1956) es un prelado católico italiano. Desde 2012 se desempeña como arzobispo de Sorrento-Castellammare di Stabia. Anteriormente, entre 2005 y 2012, fue arzobispo de Sant'Angelo dei Lombardi-Conza-Nusco-Bisaccia.

## Biografía
Alfano frecuentó el seminario menor diocesano de Salerno. Como estudiante del Almo Collegio Capranica, estudió filosofía y teología en la Pontificia Universidad Gregoriana, obteniendo la licencia en teología dogmática.
Fue ordenado sacerdote el 17 de abril de 1982 en la diócesis de Nocera Inferiore-Sarno.
A lo largo de su sacerdocio, Alfano ha ocupado el cargo de vicario auxiliar de San Bartolomeo Apostolo en Nocera Inferiore de 1982 a 1986, párroco de Santa Maria della Grazie en la aldea de Casali en Roccapiemonte de 1986 a 1989, párroco de Santa Maria della Grazie en Angri desde 1989, y director del Instituto Diocesano de Servicios Religiosos de 1992 a 1996. Además, fue responsable de la formación de seminaristas de 1993 a 2002. En 2001, se convirtió en vicario episcopal para el clero en la diócesis y fue asistente diocesano para los jóvenes de Acción Católica. También fue secretario del consejo presbiteral del colegio de consultores, fue director del consejo pastoral y fue responsable de la oficina pastoral de la nueva evangelización.
Alfano trabajó en la celebración del sínodo diocesano de 1996 a 2001 y en el primer congreso eucarístico diocesano.
El 24 de octubre de 1996 fue nombrado Capellán de Su Santidad, tomando el título honorífico de monseñor.

### Ministerio episcopal
El 14 de mayo de 2005, Alfano fue nombrado arzobispo de Sant'Angelo dei Lombardi-Conza-Nusco-Bisaccia. Fue consagrado obispo el 2 de julio de 2005 por Monseñor Gioacchino Illiano, siendo sus co-consagrantes Paolo Romeo y Salvatore Nunnari.
El 10 de marzo de 2012 fue nombrado arzobispo de Sorrento-Catellammare di Stabia, pero continuó sirviendo como administrador apostólico de la arquidiócesis de Sant'Angelo dei Lombardi-Conza-Nusco-Bisaccia hasta el 6 de enero de 2013. Tomó posesión de su nueva diócesis el 28 de abril de 2012.